# Biên giới Hoa Kỳ (miền Tây)
Biên giới Hoa Kỳ bao gồm địa lý, lịch sử, văn hóa dân gian và biểu hiện văn hóa của cuộc sống trong làn sóng mở rộng của Mỹ bắt đầu từ các khu định cư thuộc địa của Anh vào đầu thế kỷ 17 và kết thúc bằng việc thừa nhận các lãnh thổ phía tây còn lại cuối cùng như là các bang vào năm 1912. Thời đại di cư và định cư khổng lồ này được Tổng thống Thomas Jefferson đặc biệt khuyến khích sau khi mua Louisiana, làm nảy sinh triết lý bành trướng được gọi là "Định mệnh hiển nhiên".
Một vùng biên giới là một khu vực liên lạc ở rìa của một biên giới khu định cư. Nhà lý thuyết hàng đầu Frederick Jackson Turner đã đi sâu hơn, cho rằng biên giới là quá trình xác định của nền văn minh Mỹ: "Biên giới", ông khẳng định, "thúc đẩy sự hình thành một quốc tịch hỗn hợp cho người dân Mỹ". Ông đưa ra giả thuyết rằng đó là một quá trình phát triển: "Sự tái sinh lâu năm này, sự linh động của cuộc sống Mỹ, sự bành trướng này về phía tây... cung cấp [es] các lực lượng thống trị nhân vật Mỹ."  Những ý tưởng của Turner từ năm 1893 đã truyền cảm hứng cho các thế hệ nhà sử học (và các nhà phê bình) khám phá nhiều biên giới riêng lẻ của Mỹ, nhưng biên giới dân gian nổi tiếng tập trung vào việc chinh phục và định cư vùng đất của người Mỹ bản địa phía tây sông Mississippi, nơi hiện nay là vùng Trung Tây, Texas, Đồng bằng Lớn, dãy núi Rocky, Tây Nam, Bờ Tây và Hawaii.
Trong các phương tiện truyền thông thế kỷ 19 và đầu thế kỷ 20, sự chú ý rất lớn đã tập trung vào Hoa Kỳ (đặc biệt là Tây Nam) vào nửa sau của thế kỷ 19 và đầu thế kỷ 20, từ những năm 1850 đến những năm 1910, giai đoạn đôi khi được gọi là miền Tây cũ hoặc miền Tây hoang dã. Các phương tiện truyền thông như vậy thường phóng đại sự lãng mạn, vô chính phủ và bạo lực hỗn loạn của thời kỳ để có hiệu quả kịch tính lớn hơn. Điều này cuối cùng đã truyền cảm hứng cho thể loại phim Viễn Tây, tràn ngập trên các chương trình truyền hình, tiểu thuyết, truyện tranh và trò chơi video, cũng như đồ chơi và trang phục của trẻ em.
Theo định nghĩa của Hine và Faragher, "lịch sử biên giới kể câu chuyện về sự thành lập và bảo vệ cộng đồng, sử dụng đất đai, phát triển thị trường và hình thành các quốc gia". Họ giải thích: "Đó là một câu chuyện về sự chinh phục, nhưng cũng là một trong những sự sống còn, bền bỉ và sự hợp nhất của các dân tộc và nền văn hóa đã sinh ra và tiếp tục cuộc sống ở Mỹ."  Chính Turner đã nhiều lần nhấn mạnh làm thế nào có sẵn đất tự do để bắt đầu các trang trại mới thu hút người Mỹ tiên phong: "Sự tồn tại của một khu vực đất tự do, suy thoái liên tục và sự tiến bộ của người Mỹ về phía tây, giải thích sự phát triển của Mỹ". Thông qua các hiệp ước với các quốc gia nước ngoài và các bộ lạc bản địa, thỏa hiệp chính trị, chinh phục quân sự, thiết lập luật pháp và trật tự, xây dựng trang trại, trang trại và thị trấn, đánh dấu đường mòn và đào mỏ, và kéo theo sự di cư lớn của người nước ngoài, Hoa Kỳ mở rộng từ bờ biển này sang bờ biển khác, thực hiện những giấc mơ của Định mệnh rõ ràng. Turner, trong " Luận cương biên cương " (1893), đã đưa ra giả thuyết rằng biên cương là một quá trình biến người châu Âu thành một dân tộc mới, người Mỹ, có giá trị tập trung vào sự bình đẳng, dân chủ và lạc quan, cũng như chủ nghĩa cá nhân, tự lực, và thậm chí là bạo lực.
Khi quá trình mở rộng biên giới nước Mỹ đi vào lịch sử, những huyền thoại của phương Tây trong tiểu thuyết và phim ảnh đã nắm giữ trí tưởng tượng của người Mỹ và người nước ngoài. Theo quan điểm của David Murdoch, nước Mỹ rất đặc biệt trong việc lựa chọn hình ảnh bản thân mang tính biểu tượng của mình: "Không có quốc gia nào khác mất thời gian và địa điểm từ quá khứ và tạo ra một cấu trúc của trí tưởng tượng ngang với sự tạo ra vùng Viễn Tây của Mỹ." 

## Bản đồ của các vùng lãnh thổ Hoa Kỳ

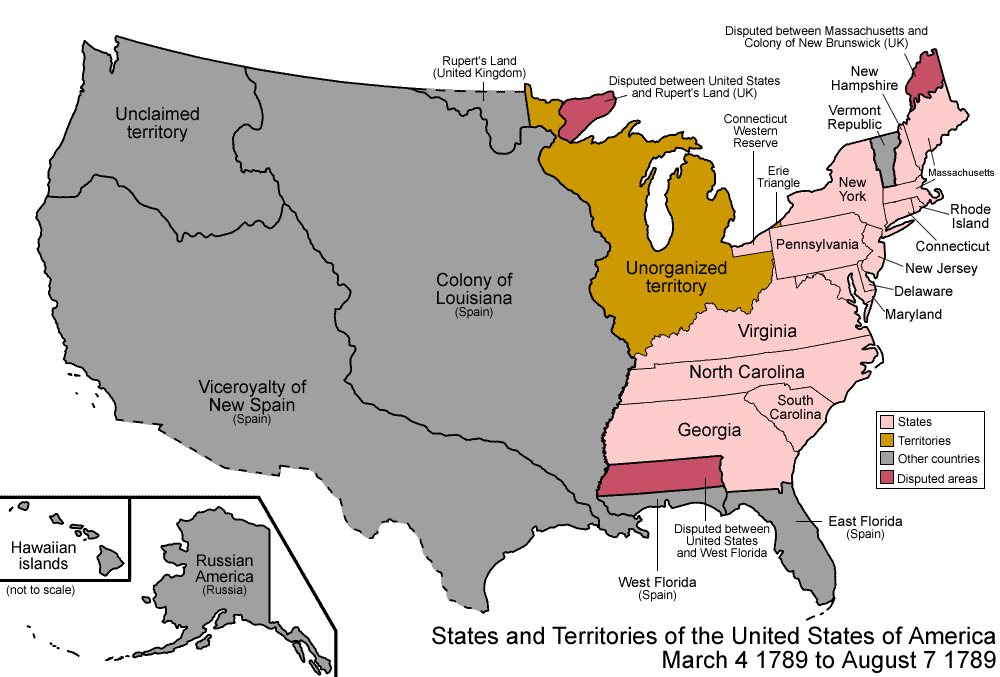
1789: Quốc gia mới
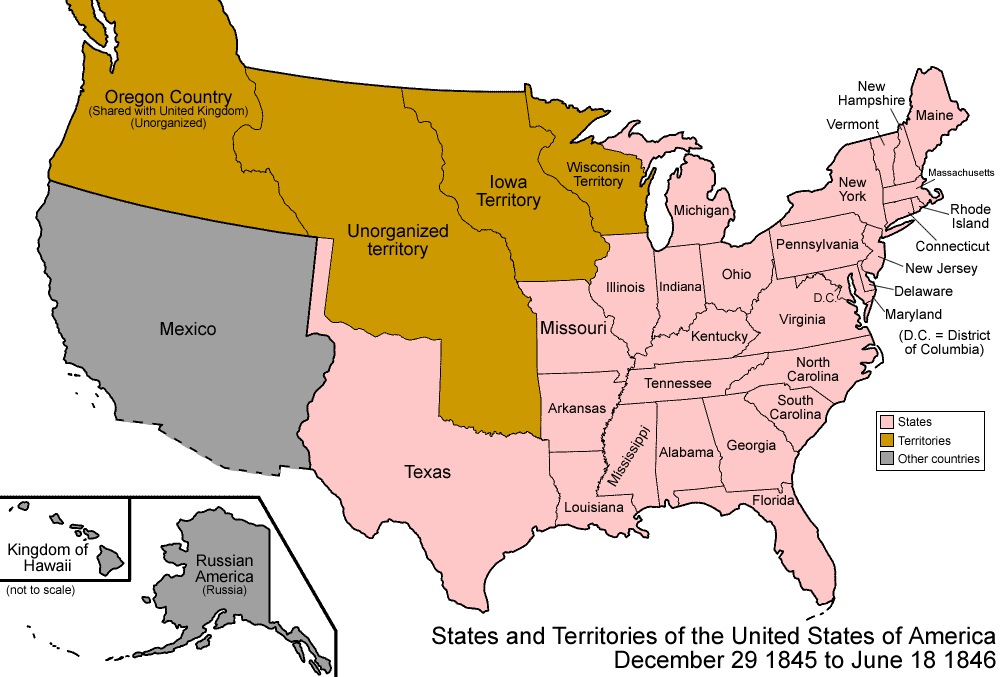
1845–1846: Trước chiến tranh Mexico-Mỹ
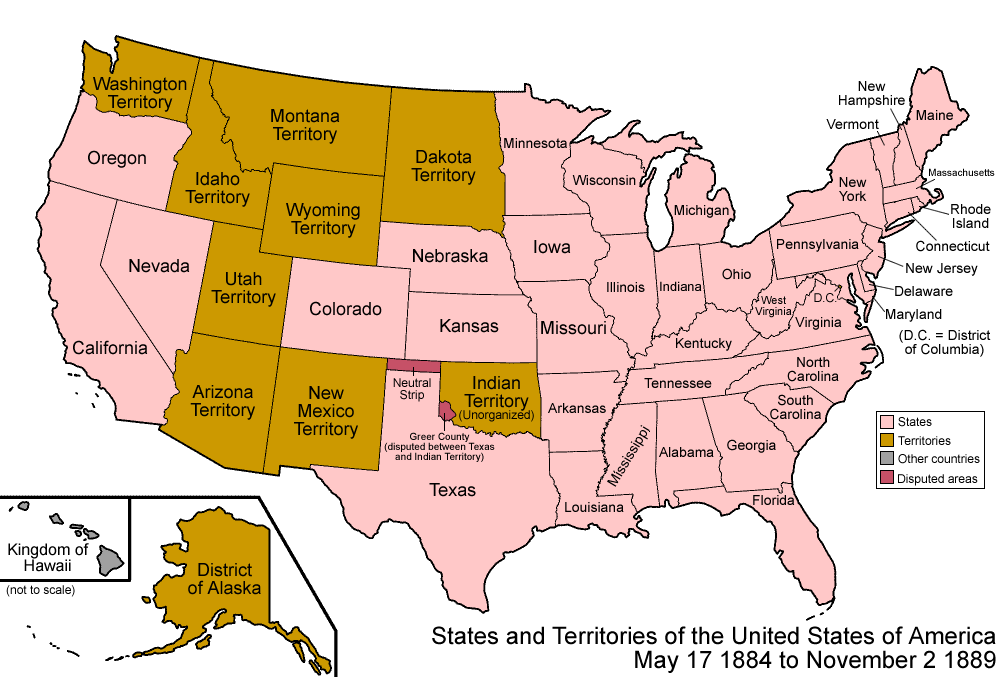
1884–1889: Mở rộng sau Nội chiến
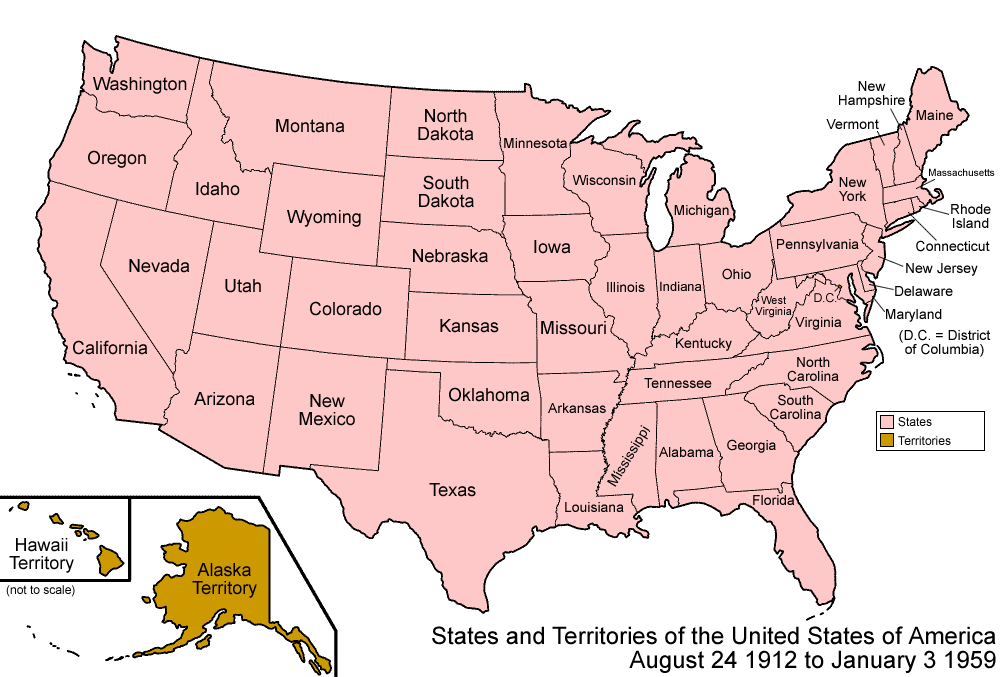
1912: Tất cả các tiểu bang tiếp giáp Hoa Kỳ

Chú giải:    Bang      Lãnh thổ      Các khu vực tranh chấp      Những quốc gia khác

### Chung
- Hiệp hội Đường mòn Oregon-California: lưu giữ, bảo vệ và chia sẻ lịch sử của những người di cư đã đi theo những con đường mòn này về phía tây.
- Thảm sát người da đỏ, danh sách các vụ thảm sát người da đỏ do người da trắng gây ra và ngược lại.
- March: Thuật ngữ châu Âu thời Trung cổ với một số điểm tương đồng
- National Cowboy & Western Heritage Museum: bảo tàng và phòng trưng bày nghệ thuật, ở Oklahoma City, Oklahoma, có một trong những bộ sưu tập lớn nhất trên thế giới về các tác phẩm nghệ thuật, đồ tạo tác và nghệ thuật của người da đỏ phương Tây, Mỹ, và tài liệu lưu trữ.
- Rodeo: trình diễn các kỹ năng thuần phục của gia súc.
- Các lãnh thổ của Hoa Kỳ.
- Áp phích truy nã: một áp phích, phổ biến trong các cảnh thần thoại của phương Tây, cho công chúng biết những tên tội phạm mà chính quyền muốn bắt giữ.
- Văn hóa cao bồi

### Nhân vật
- Tay súng
- Danh sách những kẻ sống ngoài vòng pháp luật ở miền Tây cũ của Mỹ: danh sách những người ngoài vòng pháp luật và tay súng đã biết của vùng biên giới Hoa Kỳ thường được biết đến với cái tên "Miền Tây hoang dã".
- Danh sách cao bồi và nữ cao bồi
- Danh sách nhà luật học phương Tây: danh sách các quan chức thực thi pháp luật đáng chú ý của biên giới Hoa Kỳ. Họ giữ các vị trí như cảnh sát trưởng, thống chế, Biệt động Texas, và những người khác.
- Schoolmarm: Một nữ giáo viên thường làm việc trong trường học một phòng

### Văn học
- Chris Enss: tác giả của sách phi hư cấu lịch sử ghi lại những phụ nữ bị lãng quên ở Old West.
- Zane Grey: tác giả của nhiều tiểu thuyết nổi tiếng về Old West.
- Karl May: nhà văn Đức bán chạy nhất mọi thời đại, nổi tiếng chủ yếu với những cuốn sách miền Tây hoang dã lấy bối cảnh miền Tây nước Mỹ.
- Lorin Morgan-Richards: tác giả của các tựa sách Old West và bộ truyện The Goodbye Family.
- Winnetou: Anh hùng người Mỹ-da đỏ trong một số tiểu thuyết do Karl May viết.

### Trò chơi
- Aces & Eights: Shattered Frontier: một trò chơi nhập vai lịch sử phương Tây từng đoạt giải thưởng.
- Boot Hill: Một trong những game nhập vai ban đầu của TSR và sử dụng hệ thống tương tự với Dungeons & Dragons.
- Deadlands: một trò chơi nhập vai kinh dị lịch sử phương Tây thay thế.
- Dust Devils: một trò chơi nhập vai phương Tây được mô phỏng theo các bộ phim của Clint Eastwood và các bộ phim phương Tây đen tối hơn tương tự.
- Loạt Red Dead diễn ra vào bối cảnh miền Tây hoang dã.
- Danh sách máy tính và trò chơi điện tử phương Tây: danh sách máy tính và trò chơi điện tử theo khuôn mẫu của phương Tây.